# Nations Senior Cup
Nations Senior Cup är en tennisturnering för nationslag av seniorspelare (äldre än 30 år) som tidigare spelat på ATP-touren och i Davis Cup. Turneringen spelades första gången 1999 och är sedan 2000 erkänd av the International Tennis Federation (Internationella tennisförbundet, ITF). Detta innebär att turneringen är ett av ITF:s officiella mästerskap. Nations Senior Cup spelas på sommaren enligt mönster från Davis Cup, varje möte med fyra singelmatcher och en dubbelmatch.

## Kort historik
De första spelåren, 1999-2001, avgjordes turneringen i Uruguay. År 1999 vann ett lag från Sverige cup-titeln. Laget bestod av Björn Borg, Mats Wilander och Joakim Nyström. I finalen möttes Sverige och USA, det senare med John McEnroe och Purcell. Sverige var i final också 2000, men förlorade mot det franska laget. År 2001 vann Spanien, med Carlos Costa, som nyss avslutat sin aktiva karriär, som främste spelare. Säsongen 2002 hölls inga tävlingar och följande år, 2003, vann Spanien åter. År 2004 ställde inte Sverige upp, Ryssland vann. Från 2003 hålls tävlingen i Marbella i Spanien.